# Polihistor

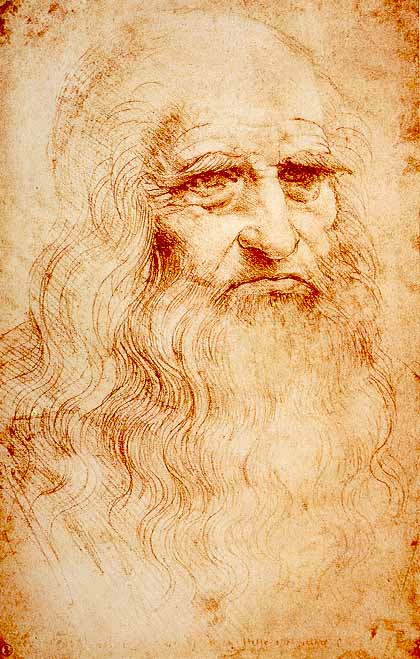
Domniemany Autoportret Leonarda da Vinci – jednego z najsłynniejszych polihistorów

Polihistor lub polimat – osoba posiadająca rozległą wiedzę z wielu różnych dziedzin, encyklopedysta. Termin polyhistor pojawia się po raz pierwszy w wersji łacińskiej u Swetoniusza. Wywodzi się z greckiego złożenia πολυίστωρ oznaczającego człowieka „wiele wiedzącego” względnie „bardzo uczonego”. Poszczególne człony terminu oznaczają: πολυ (poly) – „wiele” i ίστωρ (hístōr) – „wiedzący, uczony, sędzia”. Od terminu „polihistor” zostało utworzone pojęcie „polihistoria” oznaczające zbiór wiadomości z różnych dziedzin.
Pokrewnym terminowi „polihistor” jest określenie „człowiek renesansu”. Według słów Leona Battisty Albertiego, jest to „człowiek, który potrafi dokonać wszystkiego, na co przyjdzie mu ochota”. Synonimem tego terminu może być również słowo „omnibus”.

## Polihistorzy w poszczególnych epokach

### Starożytność
W starożytnej Europie pierwszymi polihistorami byli Grecy. Później, wraz z podbojami Aleksandra Macedońskiego, powstały nowe ośrodki naukowe poza Grecją. Podbój wschodniej części basenu Morza Śródziemnego przez Rzymian sprawił, że osiągnięcia naukowe Greków przeniknęły do Italii. W I połowie I wieku p.n.e. działał w Rzymie grecki jeniec Aleksander, ze względu na rozległość swych zainteresowań, nazwany „Polihistorem”.
- Arystoteles (384–322 p.n.e.) – filozof, zajmujący się również przyrodoznawstwem, estetyką, historią ustrojów politycznych, ekonomiką, polityką, poetyką, logiką formalną[6]
- Demetriusz z Faleronu (350–283 p.n.e.) – historyk, filozof i gramatyk
- Eratostenes z Kyreny (276–194 p.n.e.) – filolog, geograf, historyk i literat
- Demetrios ze Skepsis (III w.) – wszechstronny uczony, m.in. geograf i historyk
- Apollodor z Aten (180–109 p.n.e.) – filolog, geograf, chronograf i mitograf
- Agatarchides z Knidos (II w.) – gramatyk, historyk i geograf[7]
- Pliniusz Starszy (23–79) – autor prac retorycznych, z zakresu wojskowości, historii, astronomii, fizyki, geografii, antropologii, zoologii, botaniki, medycyny i mineralogii[8]

### Średniowiecze
W średniowieczu działalność polihistorów wiązała się z kilkoma ośrodkami naukowymi – państwami gockimi w okresie ich świetności, Italią i Półwyspem Iberyjskim, Wyspami Brytyjskimi, Bizancjum i państwami arabskimi.
- Kasjodor (490–575) – literat, historyk i encyklopedysta, autor Institutiones
- Izydor z Sewilli (ok. 560–636) – teolog, historyk, gramatyk i encyklopedysta, autor 20. tomowego kompendium ówczesnej wiedzy Etymologii[9].
- Beda Czcigodny (673–735) – autor dzieł teologicznych, gramatycznych, przyrodniczych, geograficznych i historycznych
- Alkuin (ok. 730–804) – teolog, pedagog, filozof i psycholog[10]
- Al-Kindi (ok. 800 – ok. 879) – filozof, teolog, matematyk i lekarz, autor prac z zakresu chemii, muzyki, medycyny, astronomii
- Focjusz (827–893) – pisarz poruszający zagadnienia związane z teologią, hagiografią, poezją, filologią, leksykografią, matematyką, przyrodoznawstwem, geografią i prawem kanonicznym[11]
- Al-Farabi (870–950) – filozof, teolog, lekarz i uczony[12]
- Awicenna (980–1037) – filozof, teolog, lekarz i wszechstronny uczony[13]
- Michał Psellos (1018–1079) – filozof, autor prac z zakresu przyrody, medycyny, fizyki, matematyki, astronomii, teologii, prawa, gramatyki i historii
- Eustacjusz z Tesaloniki (ok. 1125 – 1193/1198) – teolog, hagiograf i filolog
- Hildegarda z Bingen (1098–1179) – mistyczka, kompozytorka, poetka, autorka traktatów teologicznych, medycznych i filozoficznych[14]
- Awerroes (1126–1198) – filozof, prawnik, lekarz i matematyk[15]
- Mojżesz Majmonides (1135–1204) – teolog, filozof i lekarz
- Albert Wielki (1193–1280) – filozof, teolog i przyrodnik
- Roger Bacon (1214 – ok. 1292) – filozof, teolog, fizyk i matematyk[16]

### Czasy nowożytne
XV wiek we Włoszech przyniósł nowy typ polihistora, łączącego znajomość nauk matematycznych i technicznych z biegłością w zakresie sztuk plastycznych. Wówczas też narodziło się pojęcie „Człowieka renesansu”, oznaczające uczonego o wszechstronnej wiedzy i wielu talentach.
- Leone Battista Alberti (1404–1472) – malarz, poeta, filozof, kartograf, muzyk i architekt
- Leonardo da Vinci (1452–1519) – malarz, architekt, filozof, muzyk, pisarz, odkrywca, matematyk, mechanik, anatom, wynalazca, geolog
- Erazm z Rotterdamu (ok. 1469–1536) – filolog, filozof, literat, teolog i pedagog[17]
- Mikołaj Kopernik (1473–1543) – astronom, prawnik, matematyk, poeta, ekonomista i lekarz
- Galileusz (1564–1642) – astronom, astrolog, fizyk i filozof
- Juan Caramuel y Lobkowitz (1606–1682) – teolog, pisarz i matematyk
- Blaise Pascal (1623–1662) – matematyk, fizyk i filozof
- Isaac Newton (1643–1727) – fizyk, matematyk, astronom, filozof, historyk
- Gottfried Wilhelm Leibniz (1646–1716) – filozof, matematyk, prawnik, inżynier-mechanik, fizyk, historyk[18]
- Christian Wolff (1679–1754) – filozof, matematyk i prawnik[19]
- Emanuel Swedenborg (1688–1772) – naukowiec, filozof, mistyk i teolog
- Benjamin Franklin (1706–1790) – wszechstronny uczony, filozof, polityk i ambasador, jeden z twórców Deklaracji niepodległości USA
- Thomas Jefferson (1743–1826) – prawnik, archeolog, architekt, działacz niepodległościowy i trzeci prezydent USA (1801–1809)
- Johann Wolfgang von Goethe (1749–1832) – poeta, dramaturg, prozaik, uczony, polityk
- Thomas Young (1773–1829) – fizyk, lekarz fizjolog, egiptolog
- William Whewell (1794–1866) – filozof, logik, historyk nauki i wszechstronny uczony
- Friedrich Engels (1820–1895) – filozof, politolog, ekonomista, historyk, religioznawca, dziennikarz i działacz rewolucyjny

### Czasy najnowsze
Współcześnie rzadko mówi się o polihistorach, ponieważ – w związku z szybkim rozwojem nauki – niewielu ludzi jest w stanie zdobyć rozległą wiedzę w różnych dziedzinach. Pojęcie to może być użyte do opisania kilku laureatów Nagrody Nobla.
- Rabindranath Tagore (1861–1941) – poeta, prozaik, filozof, kompozytor, malarz i pedagog; autor hymnu Indii i Bangladeszu; laureat Nagrody Nobla z literatury (1913)
- Fridtjof Nansen (1861–1930) – podróżnik, badacz polarny, oceanograf i biolog, później ambasador i działacz społeczny; laureat Pokojowej Nagrody Nobla (1922)
- Bertrand Russell (1872–1970) – filozof, logik, matematyk, eseista i działacz społeczny, inicjator ruchu Pugwash; laureat Nagrody Nobla z literatury (1950)
- Winston Churchill (1874–1965) – oficer, polityk, dwukrotny premier Wielkiej Brytanii, także malarz, pisarz i historyk, laureat Nagrody Nobla z literatury (1953)
- Albert Schweitzer (1875–1965) – lekarz, teolog, filozof, organista, muzykolog, badacz życia i twórczości Jana Sebastiana Bacha; laureat Pokojowej Nagrody Nobla (1952)
- Friedrich Hayek (1899–1992) – ekonomista i filozof polityki, wniósł też wkład w rozwój nauki prawa i kognitywistyki; laureat Nagrody Nobla z ekonomii (1974)
- Herbert Simon (1916–2001) – ekonomista, socjolog, informatyk i psycholog; laureat Nagrody Turinga (1975) i Nagrody Nobla z ekonomii (1978)